# Cosmos 140

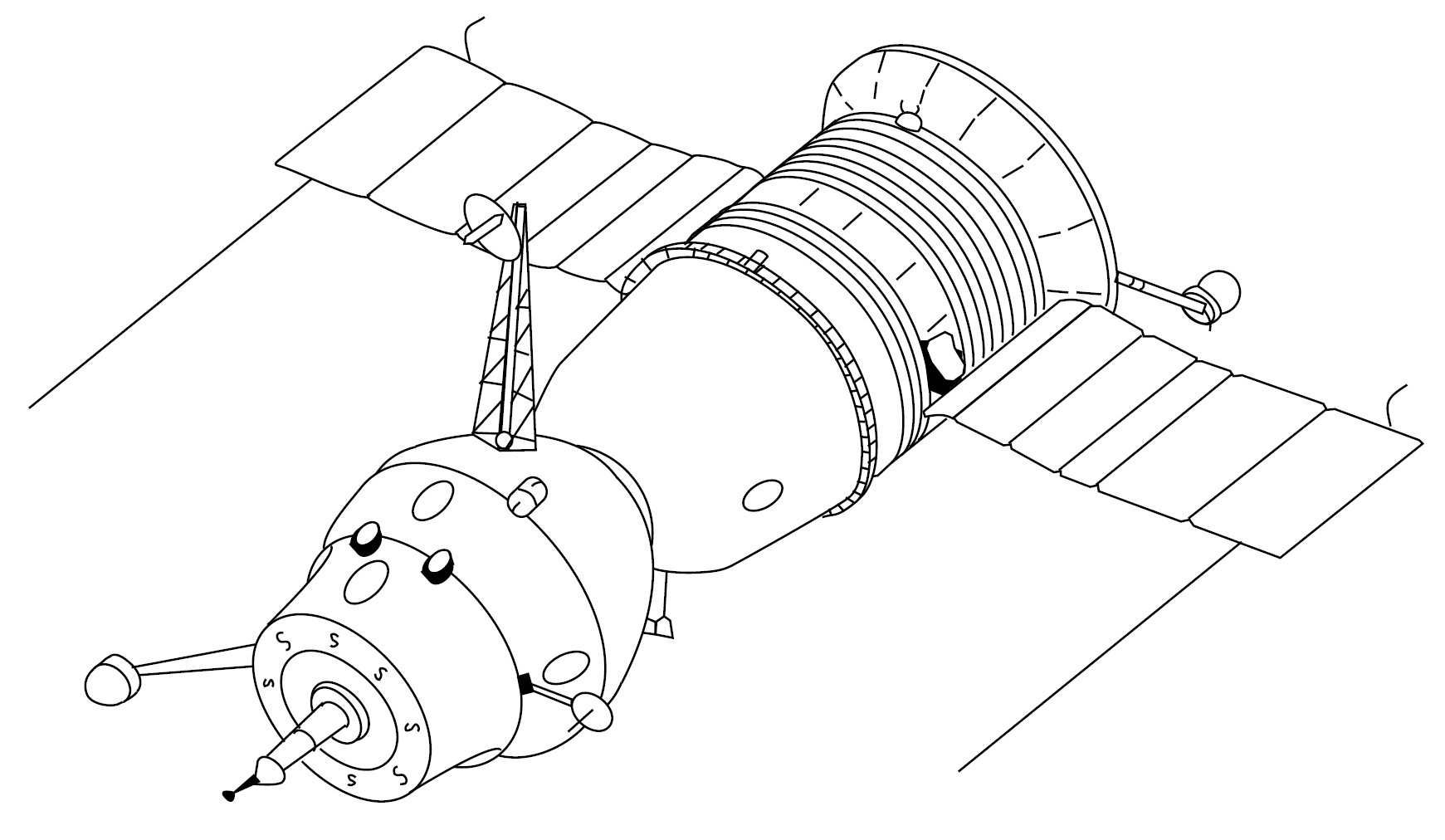
Diagrama de una nave Soyuz 7K-OK.

Cosmos 140 fue el nombre dado al segundo lanzamiento de prueba no tripulado de una nave Soyuz 7K-OK, el 7 de febrero de 1967, desde el cosmódromo de Baikonur. 
Tras el fracaso de la misión Cosmos 133 y la pérdida debido a un incendio en la rampa de lanzamiento de la segunda Soyuz 7K-OK que se intentó enviar al espacio en diciembre de 1966, se determinó que el tercer modelo de Soyuz 7K-OK (y segundo lanzamiento completo) se enviaría sin tripular. Los planes eran enviar los siguientes vuelos con tripulación si la Cosmos 140 hacía una misión completa y sin fallos.
Una vez en órbita la nave empezó a tener problemas con el control de actitud debido a un sensor estelar defectuoso, resultando en un consumo excesivo de propelente. Las baterías de la Soyuz se descargaron al no poder mantener la posición adecuada para iluminar los paneles solares. A pesar de todos los problemas la nave siguió siendo controlable y se logró enviar la secuencia de reentrada. El control de actitud falló nuevamente durante el encendido del motor principal para el frenado de la nave, lo que implicó una reentrada más brusca de lo planeado. Más tarde se descubrió que la cápsula de reentrada se había despresurizado durante la reentrada en el momento de la separación entre esta y el módulo de servicio por un fallo en la base de la cápsula. También se descubrió que en el escudo térmico se había formado un agujero de unos 3 cm debido a la brusquedad de la reentrada. Cualquiera de esos sucesos por separado habría implicado la muerte de cualquier tripulación. La cápsula cayó en el mar de Aral, entonces congelado, atravesando la capa de hielo a 3 km de la costa y a 500 km del punto planeado de aterrizaje. La cápsula se hundió a una profundidad de 10 metros, pero fue recuperada gracias a la participación de buzos en el rescate.
A pesar de todos los problemas los ingenieros consideraron que la misión había sido lo suficientemente exitosa como para que las siguientes dos misiones fuesen tripuladas e intentasen un encuentro espacial y acoplamiento con transferencia de tripulaciones.